# Добро да боље не може бити
Добро да боље не може бити (енгл. As good as it gets) амерички је филм из 1997. у режији Џејмса Л. Брукса, у којем главне улоге тумаче Џек Николсон, Хелен Хант, Грег Кинир и Кјуба Гудинг Јуниор. Филм осликава све учесталији проблем психичког обољења опсесивно-компулзивне психозе, са улогом Џека Николсона који је за ову улогу добио награду Оскара за најбољег главног глумца.

## Радња
Мелвин Јудал, оболео од опсесивне компулзије, не подноси сусједе и понаша се мрзовољно према свима. Први сусјед му је Сајмон Бишоп, умјетник, за којег мисли да је хомосексуалац и чијег пса не подноси. Мелвин свакодневно руча у малом ресторану у којем ради Керол Конели која има сина обољелог од астме. Ситуација се закомпликује када провалници опљачкају Сајмона Бишопа и физички га повриједе, те његов пас заврши на старању код Мелвина, код којег пас проузрокује разоткривање праве људске природе. Сајмон банкротира, те је приморан да иде код својих родитеља да би тражио новац, а код којих није ишао годинама унатраг. Силом прилика, Удал буде приморан да га одвезе колима тамо, али се боји да иде с њим сам јер мисли да је хомосексуалац, те позива Керол да му прави друштво до тамо. На путовању се образује љубав између Мелвина и Керол, али и пријатељство између Керол и Сајмона.

## Улоге
| Глумац             | Улога                           |
| ------------------ | ------------------------------- |
| Џек Николсон       | Мелвин Јудал                    |
| Хелен Хант         | Керол Конели                    |
| Грег Кинир         | Сајмон Бишоп                    |
| Кјуба Гудинг млађи | Френк Сакс                      |
| Скит Улрик         | Винсент Лопијано                |
| Ширли Најт         | Беверли Конели (Керолина мајка) |
| Јардли Смит        | Џеки Симпсон                    |
| Лупе Онтиверос     | Нора Манинг                     |
| Биби Остервалд     | Сусјетка                        |
| Рос Блекнер        | Карл                            |
| Бернадет Балактас  | Куварица                        |

## Награде
И Џек Николсон и Хелен Хант су за овај филм награђени Оскаром за најбољег главног глумца и најзабавнијим глумцима у играном филму (енгл. American Comedy Awards) за 1998. годину.
Златним глобусом су награђени и сам филм, у категорији комедија/мјузикл, и главни глумци Џек Николсон и Хелен Хант у истој категорији.
Џек Николсон је за ову улогу добио и титулу „глумца године“ од Удружења лондонских филмских критичара 1999.
Америчка организација „Нашонал борд ов ривју” (енгл. National Board of Review) наградила је Грега Кинира наградом за најбољег споредног глумца 1997, као и Џека Николсона наградом за најбољег глумца за исту годину.
И филм и главни и споредни глумци су освојили још неколицину награда или номинација у оквиру неких од престижних америчких и свјетских удружења.